# Maja Berezowska
Maja Berezowska (née le 13 avril 1893  (ou 13 avril 1898 selon certaines sources) à Baranavitchy et morte le 31 mai 1978) est une peintre, illustratrice, caricaturiste et scénographe polonaise. Ses caricatures d'Adolf Hitler lui valent d'être déportée à Ravensbrück où elle passe trois ans. Elle est connue surtout pour son œuvre graphique érotique.

## Biographie

### Jeunesse et formation
Maria Berezowska est née le 13 avril 1898 ou 1893, selon les sources, à Baranavitchy. Elle est surnommée Maja et est connue sous ce prénom. Elle passe sa petite enfance en Sibérie où son père Emund Berezowska participe, comme ingénieur, à la construction du chemin de fer transsibérien. Sa mère est Janina Przecławska et elle a une sœur aînée, Eleonora,.
Elle suit une formation artistique dans une école d'art privée à Saint-Pétersbourg, où sa famille vit alors, en 1908-1909, puis à l’École des beaux-arts pour femmes de Maria Niedzielska (pl) et dans les académies d'art de Cracovie (1910-1912) et à l'Académie royale des beaux-arts de Munich en 1913,.
Elle passe les années de la Première Guerre mondiale à Kiev avec sa famille.
Elle a sa première exposition personnelle à Kiev en 1916. Le caractère érotique central dans ses œuvres, est déjà présent dans cette exposition.
En 1918, elle rencontre à Varsovie le caricaturiste et illustrateur Kazimierz Grus (pl) et l'épouse en 1920. Le couple divorce en 1932 à cause de la violence et de l'alcoolisme de Kazimierz Grus.
On dispose de peu d'informations supplémentaires sur sa vie privée, si ce n'est qu'elle fait partie du milieu bohème de Varsovie, ouvert à toutes sortes d'extravagances sexuelles.

### L'entre deux-guerres
Maja Berezowska travaille à partir de 1918 comme dessinatrice dans le périodique Szcsutek. Elle dessine déjà des caricatures politiques, souvent dirigées contre l'Allemagne comme à l'époque du plébiscite de Haute-Silésie et parfois antisémites, bien qu'elle déclare plus tard avoir toujours détesté le racisme et le chauvinisme.
Ses premières œuvres théâtrales sont créées à Lwów à partir de 1919.
De 1924 à 1932, elle est membre du groupe artistique Rytm, avec la peintre Zofia Stryjeńska. Durant cette période, elle commence à travailler pour l'hebdomadaire satirique Cyrulik Warszawski (pl) qui publie en dernière page de chaque numéro un de ses dessins érotiques. Ces dessins sont très populaires et assoient sa réputation d'artiste érotique mais, toute sa vie, elle est accusée d'incitation à la débauche et d'indécence.
En 1930, elle illustre une traduction polonaise du Décaméron de Boccace par Edward Boyé. Le livre obtient plusieurs prix pour sa qualité esthétique. Elle participe également à de nombreuses expositions.
De 1933 à 1936, elle vit à Paris et travaille avec des journaux, notamment Le Figaro, La Vie parisienne, Le Rire et Ici Paris. Là, sous l'influence de Picasso et Foujita elle développe son écriture de lignes légères, souples, créant des nus magnifiques, jamais vulgaires, en quelques coups de pinceaux.
Elle illustre en 1934 un article dans Ici Paris de caricatures d'Adolf Hitler qui font sensation mais lui valent d'être poursuivie en justice par l'ambassadeur d'Allemagne à Paris. Elle est défendue par l'avocat Albert Sarraut, futur premier ministre de la France. Les national-socialistes perdent le procès - elle est condamnée à une amende symbolique de un franc français - mais n'oublient pas l'outrage,.
Elle retourne alors en Pologne où elle crée des costumes de théâtre.
Elle continue sa collaboration avec le périodique polonais Szpilki Szpilki (pl) débutée durant son séjour parisien. Elle y illustre des poèmes anciens avec une grande précision historique.
Elle peint également des portraits et des fleurs à l'aquarelle.

### Seconde Guerre mondiale
Lorsque la Seconde Guerre mondiale éclate en 1939, elle se cache chez des amis dans la campagne polonaise, à Moniaki.
Elle ne revient à Varsovie qu'en 1941, où elle est arrêtée par les nazis en janvier 1942, sans doute sur une dénonciation. Elle est emprisonnée à la prison Pawiak à Varsovie, reconnue coupable d'insultes contre Hitler et condamnée à mort. Elle est déportée au camp de concentration de Ravensbrück. Cependant, le jugement n'est pas exécuté. À Pawiak et à Ravensbrück, Maja Berezowska poursuit son travail artistique, elle représente des scènes de la vie en prison, réalise des portraits de ses codétenues, mettant un point d'honneur à les représenter sous leur meilleur aspect, pour les encourager ainsi que leurs familles,.
Elle y est aussi soumise à des expériences médicales dont elle garde des séquelles toute sa vie. Le 1er avril 1945, Maja Berezowska, est emmenée en Suède par la Croix-Rouge suédoise,.
Elle vit à Jönköping et se remet à la peinture. En décembre 1945, son travail est exposé au Danemark et en Suède. À Stockholm son exposition est visitée par plusieurs membres de la famille royale de Suède.

### L'après-guerre en Pologne communiste
En juin 1946, elle retourne en Pologne où elle tente de reprendre sa carrière de dessinatrice de presse. Mais le régime communiste favorise le socialisme réaliste et n'apprécie guère l'érotisme et la nudité. Maja Berezowska essaie de s'adapter et dessine des ouvriers mais elle est tout de même critiquée et a du mal à travailler comme dessinatrice.
Elle se concentre alors sur son travail théâtral et travaille comme scénographe dans divers théâtres à travers le pays. Elle dessine les décors et les costumes, souvent pour des pièces destinées aux enfants.
Avec la mort de Staline et la relative libéralisation du régime, elle peut à nouveau travailler comme illustratrice. Elle illustre notamment le recueil de textes satiriques de Mikołaj Rej, Różne Przypadki Świata Teg.
En 1963, Maja Berezowska publie un album de ses œuvres, Piórkiem Przez Stulecia (dessin au pinceau à travers les siècles). Il comprend 83 illustrations de poèmes licencieux de poètes polonais et étrangers reconnus, tels que Jan Kochanowski et Wacław Potocki. Ses dessins et caricatures sont publiés par de nombreux périodiques, notamment Przekrój, Nowa Kultura et Szpilki. Elle crée également de nombreuses œuvres autonomes, dessins et aquarelles.
Dans la seconde moitié des années 1960, la santé de Maja Berezowska commence à se détériorer. Elle souffre de différentes pathologies et ne peut plus utiliser sa main droite pour dessiner. Ses œuvres de la main gauche sont moins précises et, parfois, elle demande à des collègues peintres de les terminer.
Elle crée tout de même, à cette époque, les illustrations de livres du poète  Lech Konopiński (pl) :  Diabels sztuczki en 1968 et Rajskie Jabłuszka en 1971.
Une exposition de ses œuvres a lieu à Varsovie en 1972.
En 1977, elle se retire de la vie professionnelle.

### Fin de vie
Maja Berezowska décède le 31 mai 1978 à Varsovie. Elle est enterrée au cimetière militaire de Powązki.
Elle lègue tous ses biens à son amie Jadwiga Kopijowska qui lui dédie un musée situé dans l'ancien appartement de Maja Berezowska dans la rue Wołoska de Varsovie. Ce musée a disparu depuis. Une grande collection d'œuvres de Maja Berezowska appartient au Musée des caricatures de Varsovie.

## Style artistique
L’œuvre érotique de Maja Berezowska ne tombe jamais dans la vulgarité ou la pornographie. Des corps nus, toujours jeunes et beaux, dans des poses érotiques, dessinés de manière subtile et poétique sont omniprésents. La perspective féminine ou féministe  sur l'érotisme est novatrice, elle montre le plaisir féminin comme aussi important que celui de l'homme. Dans son interprétation, l'homme est toujours l'objet et la femme, le sujet.
Kasia Sobczak-Wróblewska considère que Maja Berezowska casse des stéréotypes tout au long de sa vie et fait progresser l'émancipation sexuelle en Pologne à une époque où tout érotisme est interdit.